# Pardosa rugegensis
Pardosa rugegensis là một loài nhện trong họ Lycosidae.
Loài này thuộc chi Pardosa. Pardosa rugegensis được Embrik Strand miêu tả năm 1913.